# Il principe cestinato
Il principe cestinato (colloquio satirico-filosofico con Carmelo Bene) è un mediometraggio televisivo realizzato nel 1976 da Carlo Rafele, prodotto dalla Televisione Svizzera Italiana per la rubrica "Ritratti". La RSI detiene i diritti di utilizzazione esclusivamente per il territorio svizzero; per l'Italia e il resto del mondo i diritti sono di Carlo Rafele. Il critico che dialoga con Carmelo Bene è Maurizio Grande. Il filmato fu girato durante le prove dello spettacolo teatrale "Un Amleto di meno".

## Intervista a Carmelo Bene
Carmelo Bene spiega il suo Amleto, ovvero il suo principe danese cestinato, in altre parole: Un Amleto di meno. D'accordo con Diderot e Wilde, sul fatto che l'"immaginazione imita, mentre lo spirito critico crea", l'opera shakespeariana viene dall'artista rielaborata appunto come "saggio critico". Gilles Deleuze a tal proposito scriverà:
Nell'Amleto shakesperiano "pervertito" nella poesia critica del poeta Jules Laforgue, Bene fa uso di "una partitura scenica rigorosissima" dove "la parola non esprime concetti e significati, ma viene utilizzata "per liquidare o per criticare", sconfessando totalmente il personaggio e la situazione stessa e soprattutto l'Io di rappresentanza. Il dilemma amletico viene obliterato e
Se il significato è "un sasso in bocca al significante", la forma, spiega Bene, è l'urgenza che precede il contenuto.